# 의사소통 능력
의사소통 능력은 언어학, 특히 사회언어학에서 많이 언급되는 개념으로 모어화자가 제2언어(L2)를 학습할 때 필요로 하는 언어능력을 지칭한다. 학습자가 문법을 이해하고 응용할 수 있는 능력 뿐 아니라 잘못된 발화를 수정하고 어떻게 적절한 발화를 할 수 있는지 판단할 수 있는 능력까지를 포함한다.

## 하임즈
'의사소통 능력'이라는 말은 델 하임즈에 의해 1966년 처음 사용되었는데, 그것은 노엄 촘스키가 '언어능력'(language competence)과 '언어수행'(language performance)을 구분한 것(1965)을 제한적 관점으로 보고 그 반발로 나온 개념이다. 촘스키는 언어능력을 언어 구조에 대한 지식으로 보았으며 언어능력이 상황에 따라 사용되는 것을 언어수행으로 보고 언어학은 언어능력에 초점을 맞춰야 한다고 주장했던 것이다. 반면에 하임즈는 내용을 해석하고 전달하며 상호 협의할 수 있는 의사소통 능력에 언어학의 초점이 맞춰져야 한다고 반박했다. 사실 촘스키는 언어학 그 자체를 구분하는데 중심을 두었지만 하임즈는 교육과 학습이라는 측면에서 접근한 것이라 입장이 좀 다르다.
하임즈(1972)는 언어습득에 있어서 그 언어의 문장을 구성하는 방법을 배워야 할 뿐 아니라 문장을 사용하는 일련의 방법들에 대한 지식을 습득해야 한다고 주장했다. 유한한 화행의 경험과 화행의 사회문화적인 자질들과의 상호의존성으로부터 자신의 사회에 적절한 대화를 이끌고 다른 형태의 무언의 문화적 지식과 같이 사회생활을 하기 위한 방법들을 배워야 한다고 말하고 있다. 그가 말하는 의사소통능력이란 인간이 특정 상황에서 메시지를 전달하고 해석하며 인간 상호간에 의미를 타협하게 해 주는 능력이다. 즉 언제 어디에서 어떻게 말해야 하는지 아는 능력이다. 어떤 배경에서, 말해도 좋은 대상과 아닌 대상은 누구인지, 말을 해야 할 때와 침묵을 지켜야 할 때, 누구에게 말을 해야 하는지, 신분과 역할이 다른 사람에게 말을 어떻게 해야 하는지, 여러 가지 상황에서 적절한 비언어적 행동은 무엇인지, 대화에서 전환으로 취해지는 관계는 무엇인지, 정보를 요구하고 주는 방법, 간청하는 방법, 협조나 협동을 제공하거나 거절하는 방법 등 간단히 말해서 언어 사용과 특정한 사회적 배경에서 의사소통 차원에 관련 있는 모든 것에 대한 지식과 기대를 포함하는 것이다. 1970년대에 이루어진 의사소통능력에 관한 연구는 언어적 능력과 의사소통능력간의 차이를 구별함으로써 언어 형식에 관한 지식과 인간이 기능적으로 상호 작용하면서 의사소통할 수 있게 하는 지식을 분명하게 구분하고 있다.

## 커네일과 스웨인
제2언어 학습과 관련하여 의사소통 능력을 규정한 것은 커네일과 스웨인(1980)이었다. 그들은 의사소통 능력을 아래의 네 가지로 구분하였고 이들의 정의는 응용언어학에서 광범위하게 사용되었다.
1. 문법적 능력(grammatical competence) : 어휘와 문법에 관한 능력
2. 사회언어적 능력(sociolinguistic competence) : 사회적 맥락에 맞게 의사소통을 진행할 수 있는 능력
3. 담화 능력(discourse competence) : 의사소통이 전체 담화에서 어떤 위치에 있는가를 파악하는 능력
4. 전략적 능력(strategic competence) : 의사소통의 방향을 바꾸거나 시작하거나 멈추는 능력

## 바하만과 기타
라일 바하만(1990)은 의사소통 능력을 조직능력(organizational competence)과 활용능력(pragmatic competence)으로 다시 나누었다. 조직능력은 문법적인 것 뿐 아니라 담화적인 것까지를 포함하는 재구성 능력을 의미하고, 활용능력은 사회언어적인 면을 의미한다.
예전에는 문법적 능력이 더 중요했으나 언어교육의 역할이 커질수록 의사소통 능력은 언어교육의 최종목표로 간주되고 있다. 이런 변화는 화용론과 언어철학이 발전되면서 점차 강화되고 있는 추세이다.

## 같이 보기
- 의사소통